# Carex yajiangensis
Carex yajiangensis là một loài thực vật có hoa trong họ Cói. Loài này được Tang & F.T.Wang ex S.Yun Liang mô tả khoa học đầu tiên năm 2000.